# Natação nos Jogos Pan-Americanos de 2019 - 800 m livre masculino
As competições dos 800 metros livre masculino da natação nos Jogos Pan-Americanos de 2019 foram realizadas em 8 de agosto no Centro Aquático Nacional, em Lima, no Peru. 

## Calendário
Horário local (UTC-5).
| Data        | Horário | Fase  |
| ----------- | ------- | ----- |
| 8 de agosto | 12:14   | Final |

## Medalhistas
| Ouro   | USA Andrew Abruzzo |
| Prata  | BRA Miguel Valente |
| Bronze | MEX Ricardo Vargas |

## Recordes
Antes desta competição, os recordes mundiais e pan-americanos da prova eram os seguintes:
| Tipo                             | Atleta        | Tempo   | Local | Data                |
| -------------------------------- | ------------- | ------- | ----- | ------------------- |
|                                  | CHN Zhang Lin | 7m32s12 | Roma  | 29 de julho de 2009 |
| Recorde dos Jogos Pan-Americanos |               | '       |       |                     |

## Resultado final
A final foi realizada em 8 de agosto. 
| Pos.              | Bateria | Raia | Nadador                   | Nacionalidade      | Tempo   | Notas            |
| ----------------- | ------- | ---- | ------------------------- | ------------------ | ------- | ---------------- |
| Medalha de ouro   | 2       | 4    | Andrew Abruzzo            | USA Estados Unidos | 7:54.70 |                  |
| Medalha de prata  | 2       | 3    | Miguel Valente            | BRA Brasil         | 7:56.37 |                  |
| Medalha de bronze | 2       | 6    | Ricardo Vargas            | MEX México         | 7:56.78 | Recorde nacional |
| 4                 | 2       | 5    | Nicholas Sweetser         | USA Estados Unidos | 7:56.96 |                  |
| 5                 | 2       | 2    | Marcelo Acosta            | ESA El Salvador    | 8:00.98 |                  |
| 6                 | 2       | 7    | Diogo Villarinho          | BRA Brasil         | 8:03.17 |                  |
| 7                 | 1       | 4    | Rafael Zambrano           | VEN Venezuela      | 8:05.43 |                  |
| 8                 | 2       | 1    | Christian Bayo            | PUR Porto Rico     | 8:12.17 |                  |
| 9                 | 1       | 3    | Joseph Rubio              | ECU Equador        | 8:20.67 |                  |
| 10                | 1       | 6    | Rodolfo Falcón Mojarrieta | CUB Cuba           | 8:23.30 |                  |
| 11                | 1       | 5    | Joaquin Gallo             | PER Peru           | 8:24.63 |                  |
| 12                | 2       | 8    | Andy Arteta Gomez         | VEN Venezuela      | 8:29.42 |                  |
| 13                | 1       | 2    | Piero Nascimiento         | PER Peru           | 8:31.56 |                  |

Legenda
| Recorde mundial                  | Recorde mundial (World record)               |                       | Recorde africano                      | Recorde africano (African) |                                           | Q | Classificado por posição (Qualified) |
| Recorde dos Jogos Pan-Americanos | Recorde pan-americano (Pan-American record)  | Recorde da América    | Recorde da América (Americas)         | q                          | Classificado por melhor tempo (Qualified) |   |                                      |
| Melhor marca do ano              | Melhor marca do ano (World leading)          | Recorde asiático      | Recorde asiático (Asian)              | DNS                        | Não largou (Did not start)                |   |                                      |
| Recorde nacional                 | Recorde nacional (National record)           | Recorde europeu       | Recorde europeu (European)            | DNF                        | Não terminou (Did not finish)             |   |                                      |
| Recorde pessoal                  | Recorde pessoal do atleta (Personal best)    | Recorde da Oceania    | Recorde da Oceania (Oceania)          | DSQ / DQ                   | Desclassificado (Disqualified)            |   |                                      |
| Recorde da temporada             | Recorde da temporada do atleta (Season best) | Recorde sul-americano | Recorde sul-americano (South America) | NM                         | Sem marca (No mark)                       |   |                                      |